# Medicină legală
Medicina legală este o specialitate medicală care aplică principiile și metodologia științelor medicale la domeniul juridic, fiind o specialitate interdisciplinară, situată la granița între științele biologice și cele social-juridice.
În interesul justiției, medicina legală urmărește să obiectiveze și să evalueze, la solicitarea organelor de justiție sau a părților implicate, aspectele medicale conținute în spețele juridice cu privire la omul în viață sau cel decedat, oferind un suport probatoriu științific expertal, denumit probațiune biologică.
Carol cel Mare (742-814) a stabilit în Capitularies o serie de norme legislative privind importanța informației aduse de medici într-un proces.
Astfel, deznodământul unui proces putea fi influențat de mărturiile medicilor asupra plăgilor, sinuciderii, violului, bestialității, infanticidului sau impotenței.

## Domeniul de activitate
În ceea ce privește domeniul de activitate, în mod schematic se poate vorbi de:
- tanatologia medico-legală sau patologia medico-legală morfologică (morfologia medico-legală), care studiază aspectele legate de moarte  (felul morții, cauzele morții, semnele morții, modificările care survin în organismul uman după încetarea vieții etc.). Preocuparea esențială a acestui sector medico-legal este centrată pe examinarea externă și internă a cadavrului;
- clinica medico-legală sau patologia medico-legală clinică, are ca obiect de studiu persoana, adică omul viu, sau documentele medicale ce îi aparțin acestuia, în scopul:

- probării unor violențe exercitate asupra sa, prin examinarea medico-legală traumatologică,
- stabilirii stării psihice, prin expertiza medico-legală psihiatrică,
- stabilirii posibilității executării pedepsei privative de libertate, prin expertiza medico-legală pentru amânarea sau întreruperea executării pedepsei pe motive medicale.
- deontologia medicală este acea parte a medicinei legale care se ocupă cu îndatoririle corpului medical, cu raporturile medicilor între ei, față de societate, justiție și față de pacienți.

## Medicina legală în România
Primele elemente de medicină legală se regăsesc în Legiuirile cuprinse în „Cartea Românească de Învățătură de la Pravilele Împărătești”, cunoscută și ca Pravila lui Vasile Lupu, scrisă de Varlaam Moțoc și tipărită la Iași în 1646 sub oblăduirea domnitorului Vasile Lupu, precum și în „Îndreptarea Legii”, cunoscută și ca Pravila lui Matei Basarab, tipărită la Târgoviște în 1652, din porunca domnitorului Matei Basarab.
În cele două pravile se fac referiri la expertiza în cazuri de otrăvire, rănire, nebunie, deflorare, sodomie. Sunt indicați medicii care pot să facă expertize, precum și modul cum acestea trebuie executate. Sunt enumerate o serie de infracțiuni cum ar fi pruncuciderea, atentatele împotriva moravurilor, incestul, sodomia, violul, sugrumarea, rănirile și otrăvirile, care fac parte din preocupările medicinei legale.
În anul 1865 a fost introdus „Codul Penal și de instrucție Criminală”, în care se stabilea rolul medicului în cauzele cu caracter penal (moarte de cauză suspectă sau necunoscută), obligând procurorul să solicite participarea medicului la autopsie și redactarea raportului.
La 20 decembrie 1892, profesorul Mina Minovici a inaugurat „Morga orașului” București, transformată în 1898 în „Institutul medico-legal”, care funcționează și în prezent, sub titulatura Institutul de Medicină Legală din București.

### Situația prezentă
În prezent, în România, activitatea de medicină legală se desfășoară în conformitate cu prevederile Legii nr. 459/2001, modificată prin Legea nr. 271/2004, a Regulamentului de aplicare și a Normelor procedurale.
Rețeaua națională de medicină legală cuprinde: INML Mina Minovici București,  IML Iași, IML Cluj-Napoca, IML Timișoara, IML Craiova și IML Târgu Mureș.

### Expertiza medico-legală
Expertiza medico-legală este obligatorie prin lege în următoarele cazuri:
- lovituri și vătămări corporale
- abuzuri sexuale
- evaluarea discernământului și a capacității psihice inclusiv a capacitații de testare (testament)
- determinarea paternității inclusiv testarea ADN în caz de tăgadă a paternității
- unele determinări toxicologice (alcoolemia, droguri)
- malpraxis
- deces din cauze nenaturale (violente, suspecte sau de cauză necunoscută)

## Legături externe
- Identificarea persoanei în medicina legală, p. 5, pe Google Books